# Fornetka
Fornetka – wieś w Polsce położona w województwie podlaskim, w powiecie suwalskim, w gminie Szypliszki. Leży nad jeziorem Szelment Mały.
W latach 1975–1998 miejscowość administracyjnie należała do województwa suwalskiego.